# Parafia św. Lamberta w Radomsku
Parafia Świętego Lamberta w Radomsku – parafia rzymskokatolicka w Radomsku. Należy do Dekanatu Radomsko – św. Lamberta archidiecezji częstochowskiej. Została utworzona w 1266 roku. Kościół parafialny (kolegiata) wybudowany w latach 1869–1876, konsekrowany w 1876 roku.

## Proboszczowie
- ks. Marian Jankowski (1920–1960)
- ks. Brunon Magott (1960–1968)
- ks. Władysław Kasprzak (1968–1969)
- ks. Kazimierz Lubas (1969–1984)
- ks. Władysław Maciąg (1984–1991)
- ks. Marian Jezierski (1991–2011)
- ks. Antoni Arkit (od 2011)